# Villeneuve-Saint-Denis
Villeneuve-Saint-Denis ist eine französische Gemeinde mit 1.383 Einwohnern (Stand: 1. Januar 2022) im Département Seine-et-Marne in der Region Île-de-France. Sie gehört zum Arrondissement Provins und zum Kanton Ozoir-la-Ferrière (bis 2015: Kanton Rozay-en-Brie). Die Einwohner werden Vildyonisiens genannt.

## Geographie
Villeneuve-Saint-Denis liegt etwa 33 Kilometer ostsüdöstlich von Paris. Umgeben wird Villeneuve-Saint-Denis von den Nachbargemeinden Serris im Norden, Bailly-Romainvilliers im Nordosten, Villeneuve-le-Comte im Osten, Neufmoutiers-en-Brie im Süden und Südosten, Favières im Südwesten sowie Jossigny im Westen.

## Bevölkerungsentwicklung
| Jahr                      | 1962 | 1968 | 1975 | 1982 | 1990 | 1999 | 2008 | 2013 |
| Einwohner                 | 323  | 357  | 380  | 475  | 559  | 670  | 699  | 754  |
| Quelle: Cassini und INSEE |      |      |      |      |      |      |      |      |

## Sehenswürdigkeiten

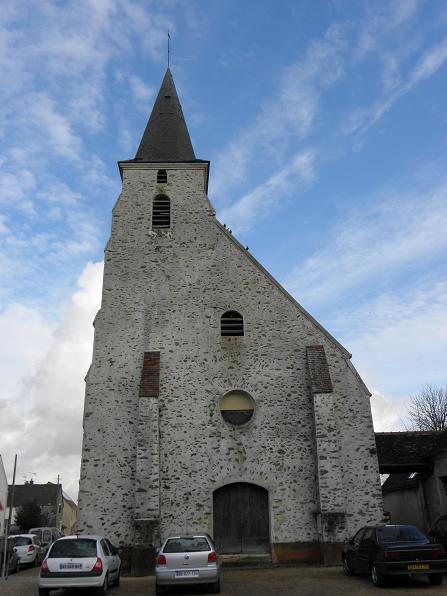
Kirche Sainte-Christine

- Kirche Sainte-Christine (siehe auch: Liste der Monuments historiques in Villeneuve-Saint-Denis)
- Schloss La Guette, ursprünglich aus dem 11. Jahrhundert, heutiger Bau aus dem 19. Jahrhundert